# Mesjid Nicah
Mesjid Nicah is een bestuurslaag in het regentschap Pidie van de provincie Atjeh, Indonesië. Mesjid Nicah telt 218 inwoners (volkstelling 2010).